# منطقه جنوبی مالت
منطقه جنوبی مالت (به لاتین: Southern Region, Malta) یکی از مناطق پنج‌گانه کشور مالت است که مرکز آن شهر کورمی می‌باشد.

## خصوصیات
منطقه جنوبی مالت ۷۸٫۹ کیلومترمربع مساحت و ۹۴٬۵۲۶ نفر جمعیت دارد.